# CinePaint
CinePaint（シネペイント）は映画のフレームをペイント・レタッチするためのコンピュータ・プログラムである。
GIMP (GNU Image Manipulation Program) のバージョン1.0.4のフォークである。旧名称はFilmGIMPであったが、2008年にプロジェクト名をCinePaintに改めた。なお、CinePaintはラスター画像編集ソフトウェアであってビデオ編集ソフトウェアではない。ライセンスはGPLv2。
16ビットおよび32ビットの浮動小数点チャネル（64ビットRGBAおよび128ビットRGBA）の色深度に対応し、またCineon、DPX、OpenEXRなどの多くの画像フォーマットにも対応している。
バージョン1.0公開時点ではLinux版のみ対応だが、旧バージョンでは他にBSD、Unix系オペレーティングシステム (OS)、Mac OS X、SGI IRIXに対応したものが入手可能だった。Windows版以外のサポートは現在破綻している。

## 対応する画像フォーマット
- BMP
- CIN
- DPX
- OpenEXR
- GIF
- JPEG
- PNG
- TIFF
- XCFなど

## 映画での使用例
旧名称のFilmGIMP当時に、以下の映画で使用された。
- ハリー・ポッターと賢者の石
- ラスト サムライ
- スチュアート・リトル
- スチュアート・リトル2
- リーグ・オブ・レジェンド/時空を超えた戦い
- ワイルド・スピードX2
- キャッツ&ドッグス
- ドクター・ドリトル2
- リトル★ニッキー
- シックス・デイ
- PLANET OF THE APES/猿の惑星
- スパイダーマン

主な競合製品はAdobe Photoshopである。